# Hanna Balabanova
Hanna Balabanova (n. 10 decembrie 1969, Vinnîțea, RSS Ucraineană, URSS) este o caiacistă ce a reprezentat Ucraina, medaliată olimpică. A participat la 3 ediții ale Jocurilor Olimpice (1996, 2000, 2004) în care a câștigat o medalie de bronz.